# Mychajło Jackiw
Mychajło Jurijowycz Jackiw, ukr. Михайло Юрійович Яцків (ur. 27 października?/8 listopada 1873 w Łesiówce, zm. 9 grudnia 1961 we Lwowie) – pisarz ukraiński, członek grupy Mołoda Muza.
Urodził się w rodzinie chłopskiej. Ukończył szkołę podstawową w miejscowości Łysiec, we wrześniu 1886 wstąpił do Gimnazjum Stanisławskiego. W latach 1891–1896 uczył się w gimnazjum w Brzeżanach, skąd został wyrzucony za udział w tajnej grupie młodzieżowej. Swoją pracę literacką rozpoczął w 1900 od zbioru miniatur prozatorskich W królestwie szatana: obrazy ironiczne i sentymentalne. Od 1921 był redaktorem czasopisma „Ridnyj Kraj”. Później pracował jako asesor Kuratorium Okręgu Szkolnego we Lwowie. Po 1941 pracownik biblioteki Akademii Nauk USRR.

## Ordery i odznaczenia
- Krzyż Kawalerski Orderu Odrodzenia Polski (9 listopada 1931)[1][2]